# Heidelberger Landstraße 42
Die Villa in der Heidelberger Landstraße 42 ist ein Bauwerk in Darmstadt-Eberstadt. Sie ist aus architektonischen, baukünstlerischen und stadtgeschichtlichen Gründen ein Kulturdenkmal.

## Geschichte und Beschreibung
Die Villa wurde um das Jahr 1900 erbaut. Stilistisch gehört die Villa zur Renaissance. Die imposante Villa wird von der großen schiefergedeckten Welschen Haube des Turms dominiert.
Das aufwändige Fachwerk ähnelt ländlichen Vorbildern. Die hohen bekrönten Schornsteine auf dem biberschwanzgedeckten Dach gehören zum Renaissancestil und dem englischen Cottage-Stil.
Aufwändiger Fassadenschmuck, mit Drachenfigur und einem Wappenfeld findet sich vor allem an der Südfassade.
Zu dem historischen Anwesen gehört auch die Einfriedung aus der Bauzeit.